# Quenton DeCosey
Quenton D. DeCosey jr. (Union City, 8 agosto 1994) è un cestista statunitense.